# An der Löpsinger Mauer 6

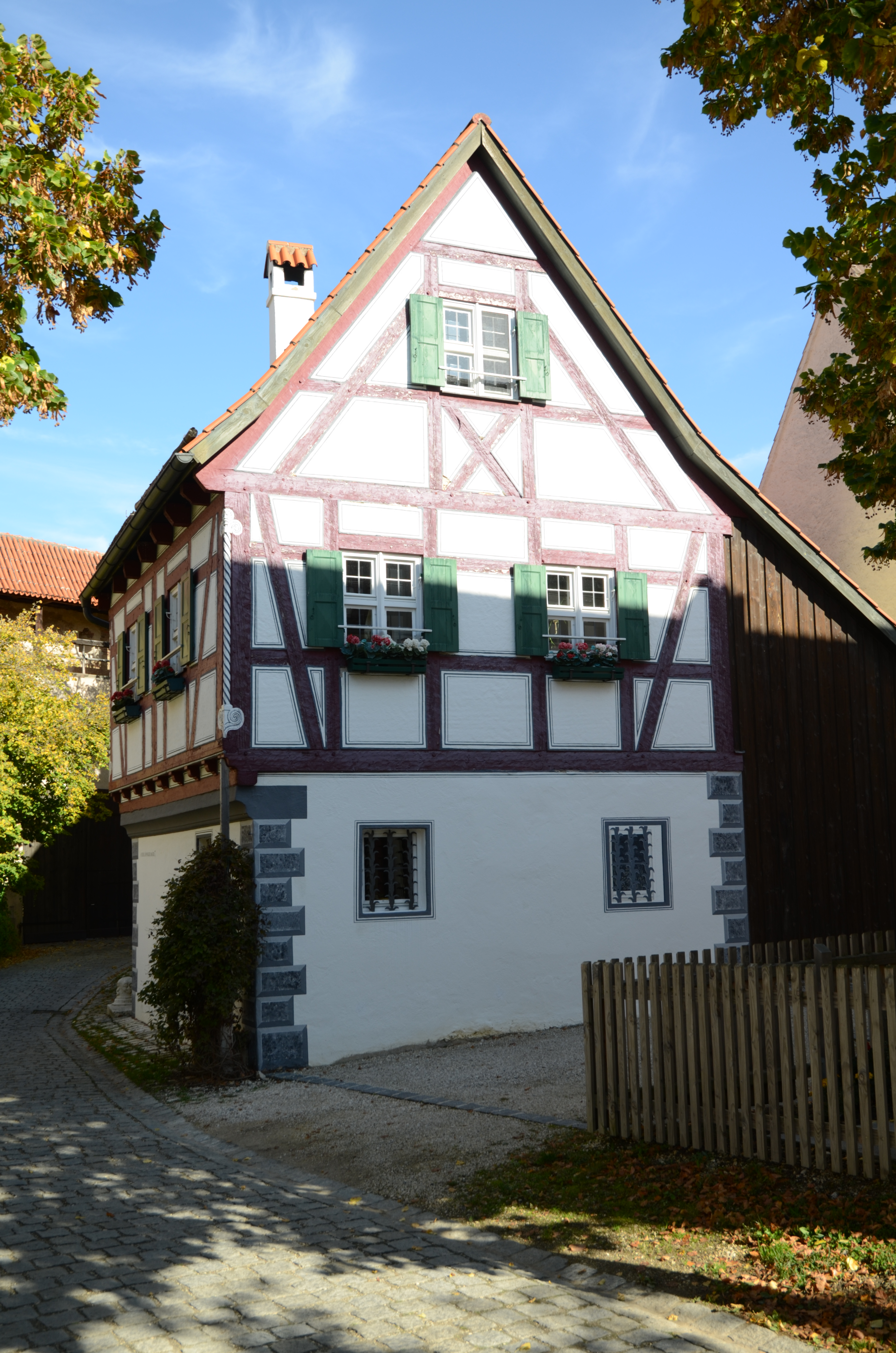
Fachwerkhaus An der Löpsinger Mauer 6 in Nördlingen

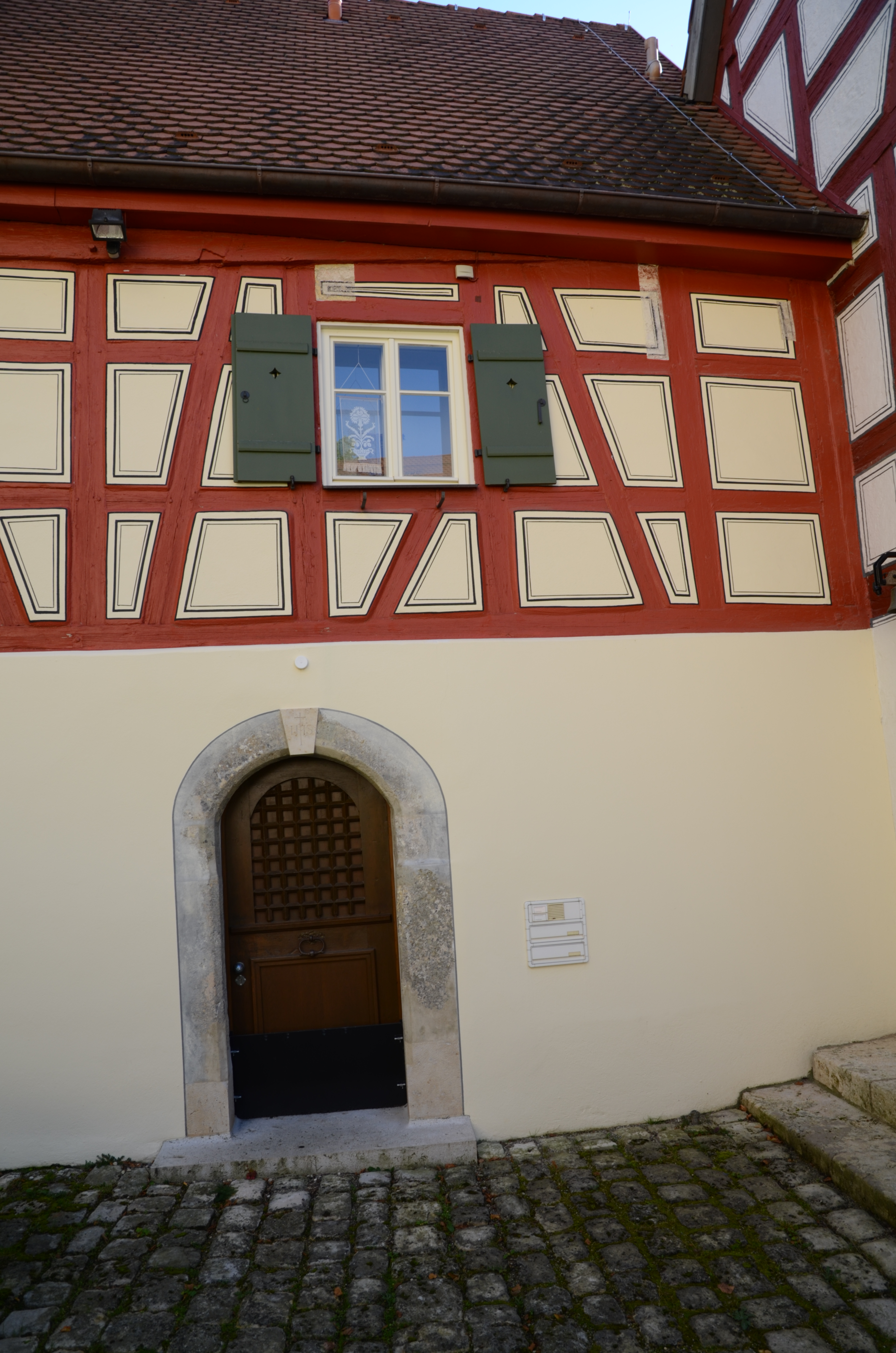
Rundbogenportal

Das Gebäude An der Löpsinger Mauer 6 in Nördlingen, einer Stadt im schwäbischen Landkreis Donau-Ries in Bayern, wurde im zweiten Viertel des 16. Jahrhunderts errichtet. Das Fachwerkhaus ist ein geschütztes Baudenkmal.
Das ehemalige Ackerbürgerhaus ist ein zweigeschossiger Halbwalmdachbau mit Fachwerkobergeschoss und -giebel. Das Rundbogenportal hat ein Sandsteingewände und das Türblatt ist mit einem geschnitzten Holzgitterwerk geschmückt.
Das Fachwerk ist mit Mannfiguren und Andreaskreuzen verziert. Die Eckständer sind geschnitzt und die Eckquaderung ist aufgemalt.